# 虹の彼方から
『虹の彼方から』（にじのかなたから）はテーブルトークRPG(TRPG)『アルシャード』のリプレイ作品。リプレイの執筆とゲームマスター（GM）は三輪清宗、イラストは安達洋介が担当している。
『ゲーマーズ・フィールド』12th SEASON Vol.2(2007年12月)から12th SEASON Vol.4(2008年4月)まで連載され、2010年12月に「砂漠の異教神」との合本としてエンターブレインから発行された。
以下、本記事では、書名・誌名は『』括り、リプレイ作品名は「」括りで表記する。

## 概要
2007年8月に発売された『アルシャードガイアRPG』のサプリメント『グレートディメンジョン』は、ルール第一版時代の『ティル・ナ・ノグ』を継承する異世界サプリメントであるとともに、開発元であるファーイースト・アミューズメント・リサーチが提供する「スタンダードRPGシステム」（SRS）に準拠するTRPGを連結して遊ぶアダプタの役割を担っていた。本作はこの『グレートディメンジョン』を使った遊び方の例示として行われたものである。
『グレートディメンジョン』は発売当時にリリースされていたSRS準拠TRPG、すなわち『アルシャードff』『アルシャードガイアRPG』『天羅WAR』『風の聖痕RPG』の4作品間での導入データが掲載されている。本作はそのうち『天羅WAR』を除く3作品を適用している。なお、キャラクターメイクなどルールの基本的な部分については『アルシャードガイアRPG』に従っている。
『アルシャードガイアRPG』の宮沢茉莉、『アルシャードff』のミハエル・ベルグフントという、両作品の公式リプレイを代表するプレイヤーキャラクター（PC）が共演した初のリプレイでもあり、後の『アルシャードトライデント』の先駆けとも言える。

## あらすじ
真帝国士官オズワルド・シラーが提唱するミッドガルド再建計画。それは清浄なマナが豊富な異世界に侵攻し、「虹の秘宝」と呼ばれるマジックアイテムを用いて、ミッドガルド大陸に巣食う奈落を浄化するというものだ。これが実現すれば、真帝国は念願である大陸西部への進撃が可能となる。
だが、この計画を疑惑の目で見ていた男がいた。ミハエル・ベルグフント。シラーの副官であり、真帝国軍の戦争犯罪や汚職を摘発する内部監察機関「皇帝の剣」のエージェントという裏の顔を持つ少年士官は思う。そんな異世界など存在するのか、と。
出立直前に計画の核である「虹の秘宝」が、ジャンガリアン・キッドと称する盗賊に奪取されるというトラブルはあったものの、シラー麾下の大部隊は目指す異世界へ進軍を開始した。異世界の名はブルースフィア。真帝国同様技術が進歩していながら、大地も大気も奈落に汚染されていない。その光景にミハエルの心は揺らぐ。
その頃、ジャンガリアン・キッドはブルースフィアのある街の路上で倒れていた。盟友グラーフ・シュペーの協力を得て「虹の秘宝」を奪ったまではよかったが、追っ手に添乗していたグラーフの飛空艇「虚無の翼」を撃墜され、自身もブルースフィアに落ちてしまったのだ。傷ついた彼を助けたのは一人の少女。だが、キッドを拾い上げた瞬間、少女の脳裏をある記憶がよぎった。

## 登場人物・用語

### プレイヤーキャラクター（PC）
プレイヤーによって操作するキャラクター。名前の横にカッコで記述されているのはプレイヤー名である。キャラクタークラスについてスラッシュで複数書かれている場合はマルチクラスによりクラスを複数有していることを表す。
キャラクタークラスの横のレベルはそのリプレイ開始時のもの。キャラクターの総合レベルは10である。なお本作では『アルシャードff』『アルシャードガイアRPG』『風の聖痕RPG』のクラス取得が許可され、また茉莉以外の3PCはオーヴァーランダー・オルタナティブクラスを取得している。
宮沢茉莉 (しのとうこ)
キャラクタークラス : ファイター (Lv.4) /ソードマスター (Lv.6)
シャードの加護 :《トール》《トール》《タケミカヅチ》
『明日へのプロファイル』のPC。成穂学園に通う女子高生にして当代の「蒼の守護者」。喜多の月命日のお供えを回に出かけた帰り、路上に倒れていたキッドを助け、さらに突如出現したミハエルら真帝国軍部隊と戦ったことで、「虹の秘宝」を巡る争うに巻き込まれる。
先代の「蒼の守護者」である父・祥吾が、12年前のティターン神族・ヒュペリオンとの戦いの際に受けた呪いが原因で、そのシャードは錆びている。本作では終盤、「蒼き星、黒の太陽」（『明日へのプロファイル』第2話）で倒したはずのそのヒュペリオンの残滓と再び対峙することになる。
ミハエル・ベルグフント (小太刀右京)
キャラクタークラス : ゾルダート (Lv.8) / エレメンタラー (Lv.1) / オーヴァーランダー:ミッドガルド (Lv.1)
シャードの加護 :《トール》《ニョルド》《オーディン》
「砂漠の異教神」のPC。真帝国内務省に属する軍監察機関「皇帝の剣」のエージェント。シラーの計画の捜査のため、彼の副官として潜入している。ブルースフィア到着後は、シラーを警戒しつつも橋頭堡確保のため部隊を率いて地上を攻撃するが、その場に居合わせたために応戦に出た茉莉がクエスターであると看破し、軍にはブルースフィア側の捕虜になったと偽って宮沢家に滞在する。
正義感は非常に強いが、それゆえに本作では「ミッドガルドの救済」と「他世界侵攻」との間で苦悩する役回りとなる。孤児院時代にある少女と出会っており、この少女の記憶がクライマックスのキーとなっている。
ジャンガリアン・キッド (重信康)
キャラクタークラス : ヴァーハナ (Lv.1) / リターナー (Lv.4) / イノセント (Lv.4)  / オーヴァーランダー:ヒーローズスフィア (Lv.1)
シャードの加護 :《ブラギ》《ブラギ》《フォルセティ》
「エターナル時空盗賊」を自称する盗賊。その名のとおりあらゆる異世界で活動し、ミッドガルドでも指名手配されている。シラー率いる異世界侵攻部隊が駐屯する基地を襲撃し「虹の秘宝」を奪うが、追撃を受けて重傷を追いブルースフィアにやってくる。
ヴァーハナはハムスターに似た外見を持つが、本来はミッドガルド上空に浮かぶ島シュメルにある次元転移装置「時空の門」を管理するために、アルフによって創造された生体コンピュータである。多くはシュメルに住むが、彼はブルースフィアの系統に属する異世界「ヒーローズスフィア」の出身である。
東喜多 (鈴吹太郎)
キャラクタークラス : ブラックマジシャン (Lv.1) / 地術師 (Lv.4) / アヴェンジャー (Lv.4) / オーヴァーランダー:フロムヘル (Lv.1)
シャードの加護 :《オーディン》《イドゥン》《フレイヤ》
茉莉の曾祖母（祥吾の母方の祖母）で、家系は日本の丑寅（北東）の方角を護る巫女。約3年前に120歳で大往生しており、現在は生前からの知己である閻魔大王の招きで地獄で暮らしている。シャードは宮沢家に保管されている。
シラーの計画の核となる「虹の秘宝」は、もともと地獄で閻魔大王の管理下に置かれていた。先代の管理者が事故で成仏してしまったため、閻魔大王はクエスターである彼女に後任に就くよう要請するが、そのさなかに真帝国軍が地獄に侵攻し、「虹の秘宝」を強奪してしまう。それを追って彼女はブルースフィア＝現世に一時帰還を果たす。

### ノンプレイヤーキャラクター（NPC）
ゲームマスターが操作するキャラクター。
宮沢祥吾
『明日へのプロファイル』・「神薙ぐ御剣」のNPC。茉莉の父で先代の「蒼の守護者」。既にクエスターとしては引退した身だが、ブルースフィアのクエスターの間では依然最重要人物として扱われている。
冒頭でキッドのブルースフィア来襲の報を受け、恵を伴って何処かへ出かけた。中盤で祥吾を呼び出したのがフォーチュンサービスの高坂橙子（＝”橙の”ティファナ）であり、シラーの部隊に応戦するため魔術師連盟らブルースフィアのクエスターを指揮していることが明かされている。
グラーフ・シュペー
「悠久の地平」・「時計仕掛けの破壊神」のPC。反真帝国を掲げて戦うミッドガルドの空賊。キッドの「虹の秘宝」奪取計画に協力するが、成功も束の間、飛空艇「虚無の翼」号を追っ手に撃墜され、キッドと離れ離れになってしまう。
西園寺恵
『明日へのプロファイル』のPC。宮沢家の同居人で「ガイアのシャードの守護者」。師である橙子に祥吾共々呼び出され、シラーの部隊に対峙することになる。
ヴィヴィアン
「砂漠の異教神」のPC。終盤にミッドガルドから駆けつけ、クエスターたちを率いてシラーの母艦に突入した。ミハエルへの半ばストーカー的な思慕は相変わらずであり、彼女の声を聞いたミハエルは「お引き取り下さい。色々、やめた方がいいような気がする」とぼやいている。
エリザ・ベス
「砂漠の異教神」のPC。終盤、ヴィヴィアンと共にミッドガルドから駆けつけ、ブルースフィアのクエスターたちに加勢、シラーの部隊に応戦する。
本リプレイでは茉莉や祥吾と会うことはなかったが、のちに『襲来! コスモマケドニア!!』にて聖務枢機卿アルフレッドの使者として宮沢家を訪れた際、今回の事件に関するミハエルの報告書を読んだことを明かし、シラーの行動について茉莉に陳謝している。
オズワルド・シラー
「ミッドガルド再建計画」を掲げて特務大佐の地位を得た新進気鋭の軍人。軍は彼の計画に乗り気のようであるが、あまりに奇想天外な計画なため、「皇帝の剣」から潜入捜査官が送り込まれている。それがミハエルである。
なお、今回予告において「計画を利用して、全次元界の奈落の王になろうとしている」ということがプレイヤーに対して事前に公開されている（キャラクターはその事実は初期には分っていない）。

### 用語
虹の秘宝
20センチ程度の大きさの金属結晶であり、「ミッドガルド再建計画」の要となる古代の秘宝。地獄で閻魔大王直属の管理人の下に置かれていたが、シラー率いる真帝国艦隊が次元偏向機で地獄へ侵攻。地獄側の管理人が一時的に空席だった利もあり、秘宝を奪った。しかしその後に今度はジャンガリアン・キッドが帝国から秘宝を奪っている。
虹の秘宝の正体は「ビブロストの橋」の一部を切り取った破片である。周囲のマナを吸収してビブロストの橋そのものを生み出そうとする性質がある。ただし、その際にあまりに大量のマナを吸収するため、橋が完成するより前に、秘宝を起動させた世界の方が滅びてしまうという欠陥も持つ。しかも一度起動してしまうと止めることができず、過去にすでに起動してしまっている。そのため、マナの無限吸収をさせないように地獄に封印されていた。秘宝を奪った真帝国軍はリアクターの中に収納することで封印の代わりにしている。
シラーは、秘宝のマナの無限吸収の性質を利用して、これを橋の復元に使わずに他の特定の場所にマナを集中して送り込むという裏技的な使い方を提案し、それがミッドガルド再建計画となった。
次元偏向機
シラーが独自に開発した異世界への転移装置。複数の歯車が絡み合ったレトロフューチャーな雰囲気の機械で、戦艦五隻分程度を異世界に送り込むことができる。虹の秘宝と並んで、ミッドガルド再建計画の要となる装置。
ミッドガルドの人類の現在の技術からすると明らかなオーバーテクノロジーであり、シラーがただの人間ではないことをうかがわせる。
ミッドガルド再建計画
シラーが立案した計画で、異世界のマナをミッドガルドに大量に持ってくることで、大陸中の奈落を除去しようという計画。このために狙われた世界がマナの豊富なブルースフィアである。真帝国軍はこの計画に乗り、異世界侵略用の艦隊を編成した。
計画の骨子はブルースフィアに行き虹の秘宝を起動させることであるが、ミッドガルドが救われるマナが移送されるまでは年単位がかかる。そのため、ブルースフィア現地で基地を作り、起動を続ける虹の秘宝をブルースフィア勢力に奪われないように応戦することを視野に入れた計画となっている。
計画では13年でミッドガルドの奈落の20％が浄化されるとなっているが、真帝国軍内には3年あれば自国領土の西端と西方諸国を分断している奈落の壁が消える目算がある。これは軍にとっては西方侵攻を再開しやすくなる「目先の利益」であり、これが計画実行の後押しとなった。
生命の泉（レーベンズホルン）修道会
ミハエルが育った孤児院。サプリメント『ヴァーレスライヒ』に記載されている設定で、「砂漠の異教神」の時点で既にミハエルがここの出身であることは語られている。
真帝国の聖務枢機卿アルフレッドが私財を投じて作り上げた孤児院であり、子供たちを次代の優れた兵士や工作員にするためにエリート教育を施している施設。ミハエルがかって所属していた特殊部隊「輝く炎」の隊員は全員がこの孤児院の出身であった。
茉莉は幼いころに不思議な森に迷い込んで、そこにあった洋館でミハエルに似た少年と出あった記憶があり、ミハエルもまた茉莉に似た少女と出あった記憶がある。これは祥吾が現役クエスターの時に、宮沢家の庭に異世界へ通じるゲートが設置されており、たまたま茉莉がそれを通ってミッドガルドの孤児院の側に来てしまったことがあるためである。